# Altiri Chiba
L'Altiri Chiba (アルティーリ千葉) è una società cestistica avente sede a Chiba, in Giappone. Fondata nel 2020, gioca in B.League.

## Storia
L'Altiri Chiba è una squadra di pallacanestro giapponese fondata a Chiba nel 2020. Attualmente gioca in B1 League, la massima serie del campionato giapponese di pallacanestro.

## Palmarès
- B2 League: 1

2024-25